# Neotroponiscus argentinus
Neotroponiscus argentinus là một loài chân đều trong họ Bathytropidae. Loài này được Giambiagi de Calabrese miêu tả khoa học năm 1939.